# Ivatuba
Ivatuba este un oraș în Paraná (PR), Brazilia.